# 아키미치 쵸지

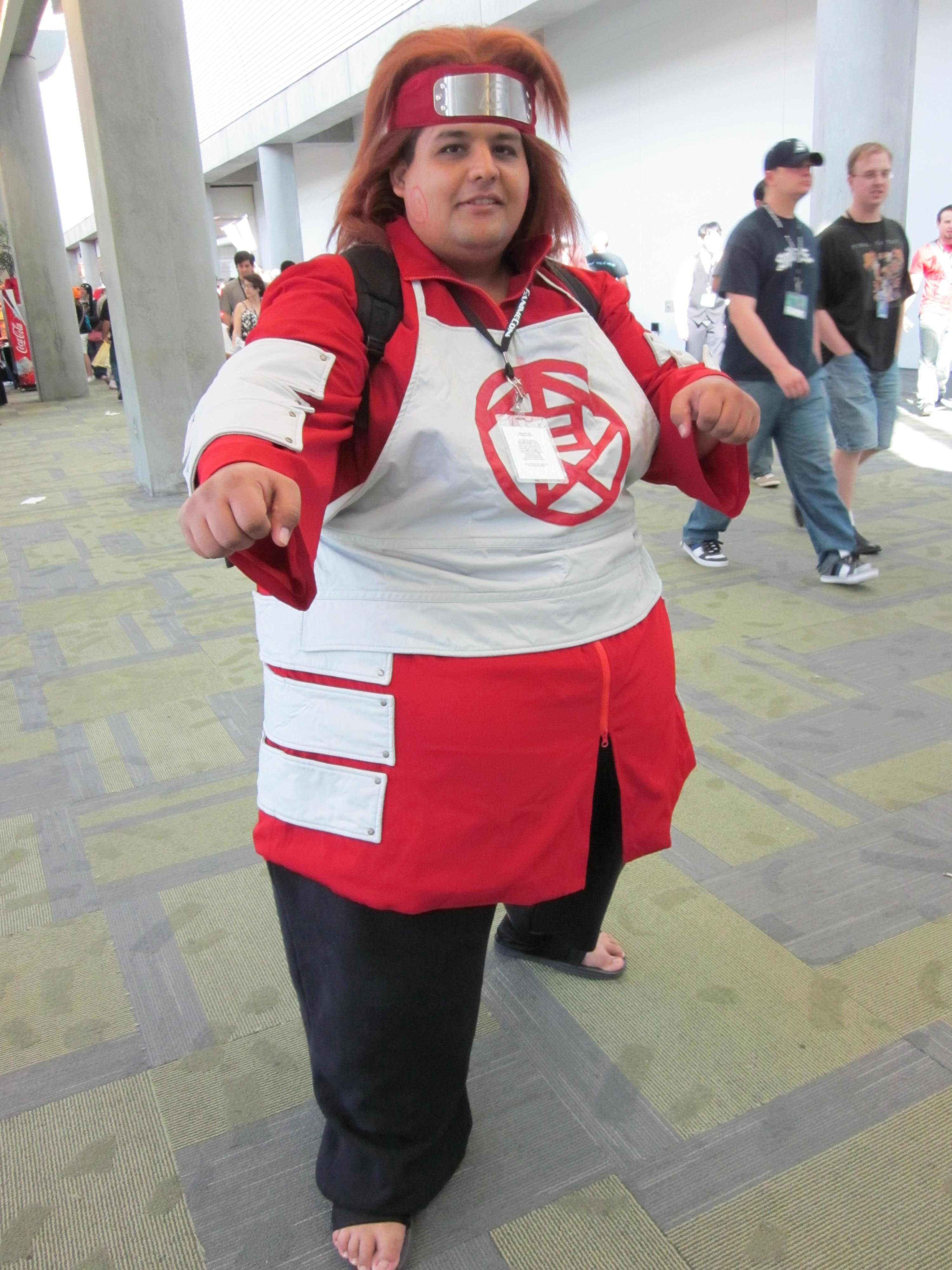

아키미치 쵸지(秋道 チョウジ)는 만화 《나루토》의 등장인물이다.
성우: 이토 켄타로 / 주자영(초기), 김현심(후기), 김영찬(질풍전)
상급닌자 사루토비 아스마가 담당하고 있는 제10반의 닌자이다. 아키미치 일족의 일원으로, 아키미치 쵸자의 아들이다. 일족의 비술인 배화술을 사용한다. 먹는 것을 매우 좋아하지만, 뚱뚱한 자신의 체형에 컴플렉스를 가지고 있어 '뚱'자가 들어간 단어와 돼지라는 단어를 싫어한다. 나라 시카마루의 가장 친한 친구이다. 매사에 느긋하고 온화한 성격을 지녔다. 자칭 통통과이다. 그리고 '감자칩의 마지막 한조각은 그 누구에게도 넘기지 않는다'는 철학을 가지고 있다.